# Rikon
Rikon eller Rikon im Tösstal är huvudorten i kommunen Zell i kantonen Zürich, Schweiz. 